# Pontos extremos do Vaticano

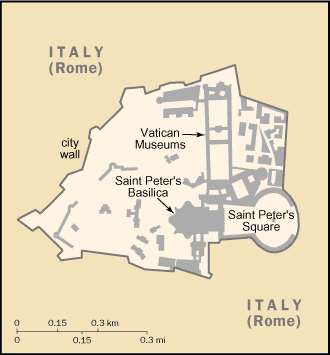
Mapa do Estado do Vaticano

Esta é a lista dos pontos extremos do Vaticano, onde estão os pontos mais a norte, sul, leste e oeste, bem como os extremos altimétricos.

## Latitude e longitude
- Ponto mais setentrional: Intersecção do Viale Vaticano e a Via Leone IV (41° 54′ 26,74″ N, 12° 27′ 19,46″ L)
- Ponto mais meridional: Intersecção da Via della Stazione Vaticana com a Via di Porta Cavalleggeri (41° 54′ 00,78″ N, 12° 27′ 16,14″ L)
- Ponto mais ocidental: Intersecção do Viale Vaticano e da Via Aurelia (41° 54′ 00,78″ N, 12° 26′ 44,62″ L)
- Ponto mais oriental: borda oriental da Praça de São Pedro (41° 54′ 08,16″ N, 12° 27′ 30,01″ L)

## Altitude
- Ponto mais alto: Local não nomeado com 76,2 m de altitude
- Ponto mais baixo: Local não nomeado com 19,2 m de altitude
- Edifício mais alto: Basílica de São Pedro, 138 m de altura